# Stazione di Pavia
Stazione di Pavia vasútállomás Olaszországban, Lombardia régióban, Pavia településen.

## Vasútvonalak
Az állomást az alábbi vasútvonalak érintik:
- Milánó–Genova-vasútvonal
- Pavia-Cremona-vasútvonal
- Pavia–Stradella-vasútvonal
- Pavia–Alessandria-vasútvonal
- Vercelli–Pavia-vasútvonal

## Kapcsolódó állomások
A vasútállomáshoz az alábbi állomások vannak a legközelebb:
- Stazione di Certosa di Pavia (Stazione di Milano Centrale, Milánó–Genova-vasútvonal)
- Stazione di Cava-Carbonara (Stazione di Vercelli, Vercelli–Pavia-vasútvonal)
- Stazione di Pavia Porta Garibaldi (Stazione di Cremona, Pavia–Mantua-vasútvonal)
- Stazione di San Martino Siccomario-Cava Manara (Stazione di Stradella, Pavia–Stradella-vasútvonal)
- Stazione di San Martino Siccomario-Cava Manara (Stazione di Genova Brignole, Milánó–Genova-vasútvonal)
- Stazione di Cava-Carbonara (Stazione di Alessandria, Pavia–Alessandria-vasútvonal)